# Seznam ameriških akademikov
Seznam ameriških akademikov.

## A
Arjun Appadurai - 
Amanda Anderson -
H. Harvard Arnason -

## B
Derek Harold Richard Barton - 
Charles Lynn Batten - 
Baruj Benacerraf -
Sven Birkerts - 
Wayne C. Booth - 
James Bowdoin - 
John Brademas - 
Michael Burns (zdravnik) -

## C
Wallace Carothers - 
King-Kok Cheung - 
Shirley Chisholm - 
Johnnetta B. Cole - 
Joanne V. Creighton - 

## D
Edward Dmytryk - 

## E
Albert Einstein - 
Joseph Ellis - 
John Esposito -
Robert Ettinger -

## F
Abraham S. Fischler - Benjamin Franklin -

## G
Murray Gell-Mann - 

## H
Elaine Tuttle Hansen - 
N. Katherine Hayles - 
John L. Heilbron - 
Edward Hirsch - 

## J
Hamid Jafarkhani - 
Eric Jager - 

## K
Evelyn Fox Keller - 
Elizabeth Topham Kennan - 
Alexander Klibanov - 
Donald Knuth - 
Arthur Kornberg - 
Alan Charles Kors - 

## L
Laurence Lampert - 
Roger Sherman Loomis - 
Albert Lord - 

## M
William S. McFeely - 
Mary Patterson McPherson - 
John McWhorter - 
Susan Tolman Mills - 
Barbara Myerhoff - 

## N
Raoul Naroll - 
Alexander Nehamas - 

## P
Richard Pipes - 
Kenneth Pollack - 
H. Jefferson Powell - 
Samantha Power - 
Alan Prince - 

## Q
William H. Quillian -

## R
Everett Rogers - 

## S
Ed Sikov - 
Jonathan Z. Smith - 
Craig Stanford - 
George R. Stewart - 
Thomas Szasz - 

## T
Beverly Daniel Tatum - 
Joseph Hooton Taylor mlajši - 
David Truman - 

## V
Peter Viereck - 

## W
George Wald -
Alexander Wendt - 
Mary Emma Woolley - 